# 溝口徹
溝口 徹（みぞぐち とおる、1964年 - ）は、日本の医師。日本初のオーソモレキュラー療法専門クリニックを開設。

## 来歴
神奈川県生まれ、1990年 福島県立医科大学卒業。横浜市立大学医学部付属病院、国立循環器病センター勤務を経て、1996年、神奈川県藤沢市に溝口クリニック(現 辻堂クリニック）を開設。
2000年から一般診療に分子栄養学的アプローチを応用し始め、治療が困難な疾患にたいする栄養療法を実践し多くの改善症例を持つ。
2003年、日本初の栄養療法(オーソモレキュラー療法)専門クリニック『新宿溝口クリニック』を開設。
新宿溝口クリニックから名称をみぞぐちクリニックと改め、東京八重洲に移転した。

## 著書
- 『医師が選択した驚異の「栄養療法」』文芸社、2001年、ISBN 978-4835524658
- 『「私」に還る処方箋―こころと体をつなぐ栄養の魅力』文芸社、2004年、ISBN 978-4835581347
- 『診たて違いの心の病―実は栄養欠損だった!』第三文明社、2006年、ISBN 978-4476032871
- 『「うつ」は食べ物が原因だった!』青春出版社、青春新書インテリジェンス、2009年、ISBN 978-4413042383
  - 『【最新版】「うつ」は食べ物が原因だった！』青春出版社、青春新書インテリジェンス、2018年、ISBN 978-4413045599
  - 『図解でわかる最新栄養医学 「うつ」は食べ物が原因だった!』青春出版社、2011年、ISBN 978-4413110365
- 『「脳の栄養不足」が老化を早める!』青春出版社、青春インテリジェンス、2009年、ISBN 978-4413042567
- 『脳から「うつ」が消える食事』青春出版社、青春新書インテリジェンス、2010年、ISBN 978-4413042833
- 『子どもの「困った」は食事でよくなる』青春出版社、青春新書インテリジェンス、2011年、ISBN 978-4413043311
- 『薬がいらない体になる食べ方』青春出版社、青春新書インテリジェンス、2012年、ISBN 978-4413043687
- 『「女性の脳」からストレスを消す食事』三笠書房、2012年、ISBN 978-4837979968
- 『食べて若返る実践版「脳の栄養不足」が老化を早める!』青春出版社、2013年、ISBN 978-4413111065
- 『アレルギーは「砂糖」をやめればよくなる!』青春出版社、青春新書インテリジェンス、2013年、ISBN 978-4413043892
- 『9割の人が栄養不足で早死にする！』さくら舎、2014年、ISBN 978-4906732739
- 『「疲れ」がとれないのは糖質が原因だった』青春出版社、青春新書インテリジェンス、2014年、ISBN 978-4413044325
- 『まず「白米」をやめなさい!』あさ出版、2015年、ISBN 978-4860637316
- 『2週間で体が変わるグルテンフリー(小麦抜き)健康法』青春出版社、青春新書インテリジェンス、2016年、ISBN 978-4413044783
- 『「血糖値スパイク」が心の不調を引き起こす』青春出版社、青春新書インテリジェンス、2017年、ISBN 978-4413045148
- 『この食事で自律神経は整う』フォレスト出版、2017年、ISBN 978-4894517592
- 『２週間で体が変わるグルテンフリーの毎日ごはん』大柳珠美共著、2017年、ISBN 978-4413112420
- 『疲労も肥満も「隠れ低血糖」が原因だった! -「肉から食べる」と超健康になる』マキノ出版、2017年、ISBN 978-4837613008
- 『最強の栄養療法「オーソモレキュラー」入門』光文社新書、2018年、ISBN 978-4334043421
- 『花粉症は1週間で治る!』さくら舎、2018年、ISBN 978-4865811391
- 『医者が教える日本人に効く食事術 』SBクリエイティブ、2018年、ISBN 978-4797397239
- 『まんがでわかる 子育て・仕事・人間関係』あらいぴろよ共著、主婦の友社、2019年、ISBN 978-4074316977
- 『発達障害は食事でよくなる 』青春出版社、青春新書インテリジェンス、2019年、ISBN 978-4413045797
- 『うつがよくなる食べ物、悪くなる食べ物』青春出版社、2020年、ISBN 978-4413231466
- 『ウイルスに強くなる「粘膜免疫力」』青春出版社、青春新書インテリジェンス、2020年、ISBN 978-4413046046
- 『心の不調の9割は食事で治る』フォレスト出版、2021年、ISBN 978-4866808093
- 『お酒の「困った」を解消する最強の飲み方』青春出版社、青春新書インテリジェンス、2021年、ISBN 978-4413046343
- 『その子に合った食べ方がわかる! 発達障害がよくなる毎日ごはん』青春出版社、2022年、ISBN 978-4413113830

## 参考サイト
- https://r25.jp/articles/928885293153976322
- https://isidorus-ex-camera.com/mizoguchitooru-1601